# Scelidothrix veroniciana
Scelidothrix veroniciana är en skalbaggsart som beskrevs av Dombrow 2001. Scelidothrix veroniciana ingår i släktet Scelidothrix och familjen Melolonthidae. Inga underarter finns listade i Catalogue of Life.